# Bourseigne-Vieille
Bourseigne-Vieille is een dorpje in de Belgische provincie Namen en een deelgemeente van Gedinne. Tot 1 januari 1977 was het een zelfstandige gemeente. Het dorp telt net iets meer dan 100 inwoners en ligt in het noordwesten van de gemeente. Het dorpscentrum ligt op ruim een kilometer van dat van het naburige Bourseigne-Neuve.

## Demografische ontwikkeling
- Bronnen:NIS, Opm:1831 tot en met 1970=volkstellingen, 1976= inwoneraantal op 31 december

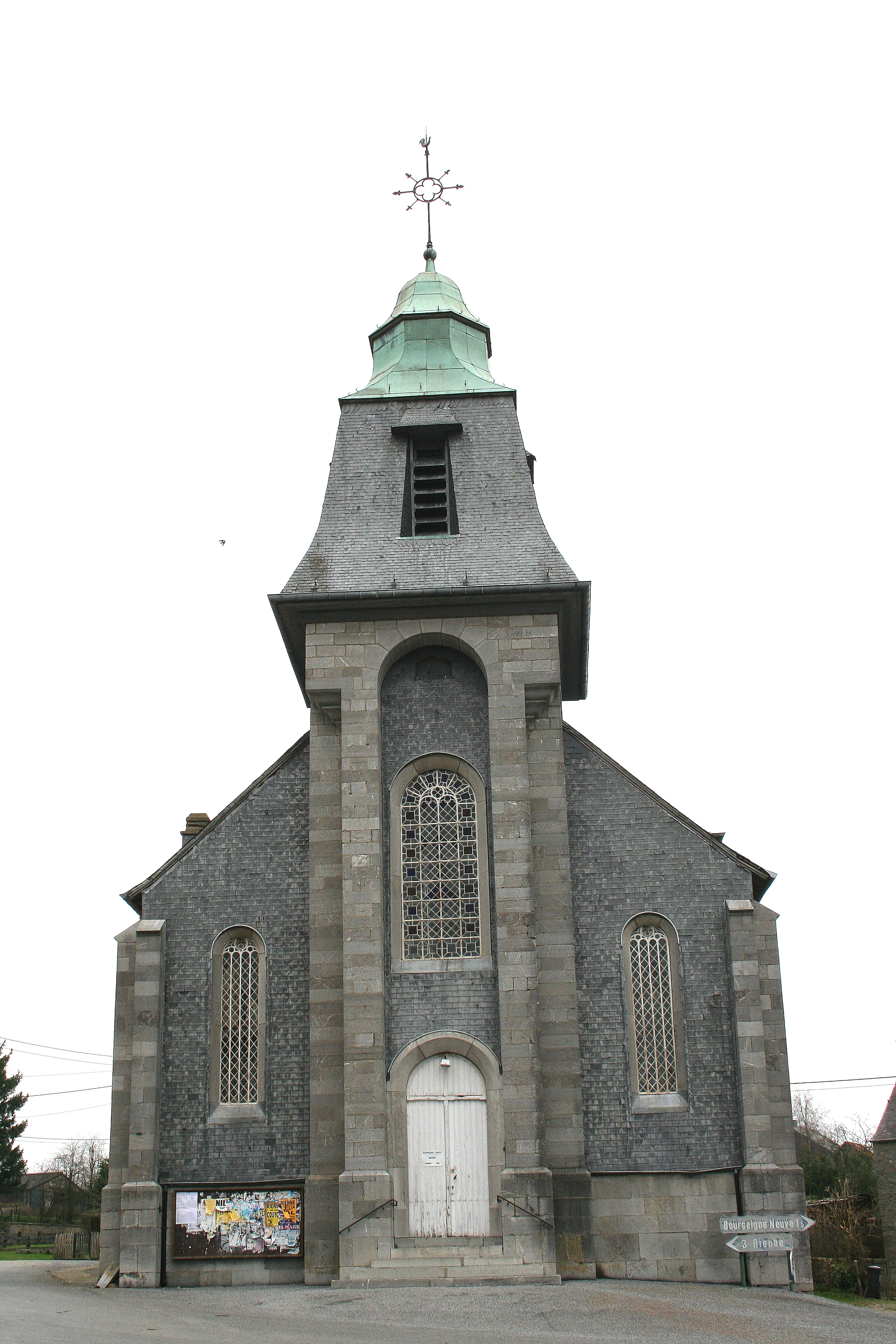
Eglise Saint-Pierre